# Aleksandra von Engelhardt
Aleksandra von Engelhardt, in russo Александра Васильевна Браницкая? (1754 – Bila Cerkva, 15 settembre 1838), è stata una nobildonna russa.

## Biografia
Era figlia di Vasilij von Engelhardt, e di sua moglie, Elena Marfa Potëmkina, quindi nipote di Grigorij Aleksandrovič Potëmkin. Nel 1767 sua madre morì e Aleksandra, insieme ai suoi fratelli, trascorse l'infanzia dalla nonna a Mosca. Essendo nata lo stesso anno del granduca Paolo, circolarono voci che sostenevano che fosse in realtà figlia dell'imperatrice Caterina II.
Aleksandra fu introdotta a corte con le sue cinque sorelle e suo fratello nel 1775. Grazie al ritrovamento della sua corrispondenza, si può notare come tutte le nipoti di Potëmkin, che furono felicemente sposate e diventarono madri di numerose famiglie, idolatrarono e adorarono lo zio fino alla fine della loro vita. La viziata Ekaterina sostituì sua sorella Aleksandra come "la favorita ufficiale", ma fu Aleksandra, che si distinse per il suo carattere attivo, che rimase l'amica e la confidente devota di suo zio per il resto della sua vita.
Venne descritta come priva di istruzione, ma anche intelligente e con una personalità altezzosa che tendeva a nascondere la sua mancanza di scolarizzazione.
Il 24 novembre 1777 venne nominata damigella d'onore; entrò nella cerchia intima dell'imperatrice e divenne sua confidente, quasi un membro della famiglia imperiale.

## Matrimonio

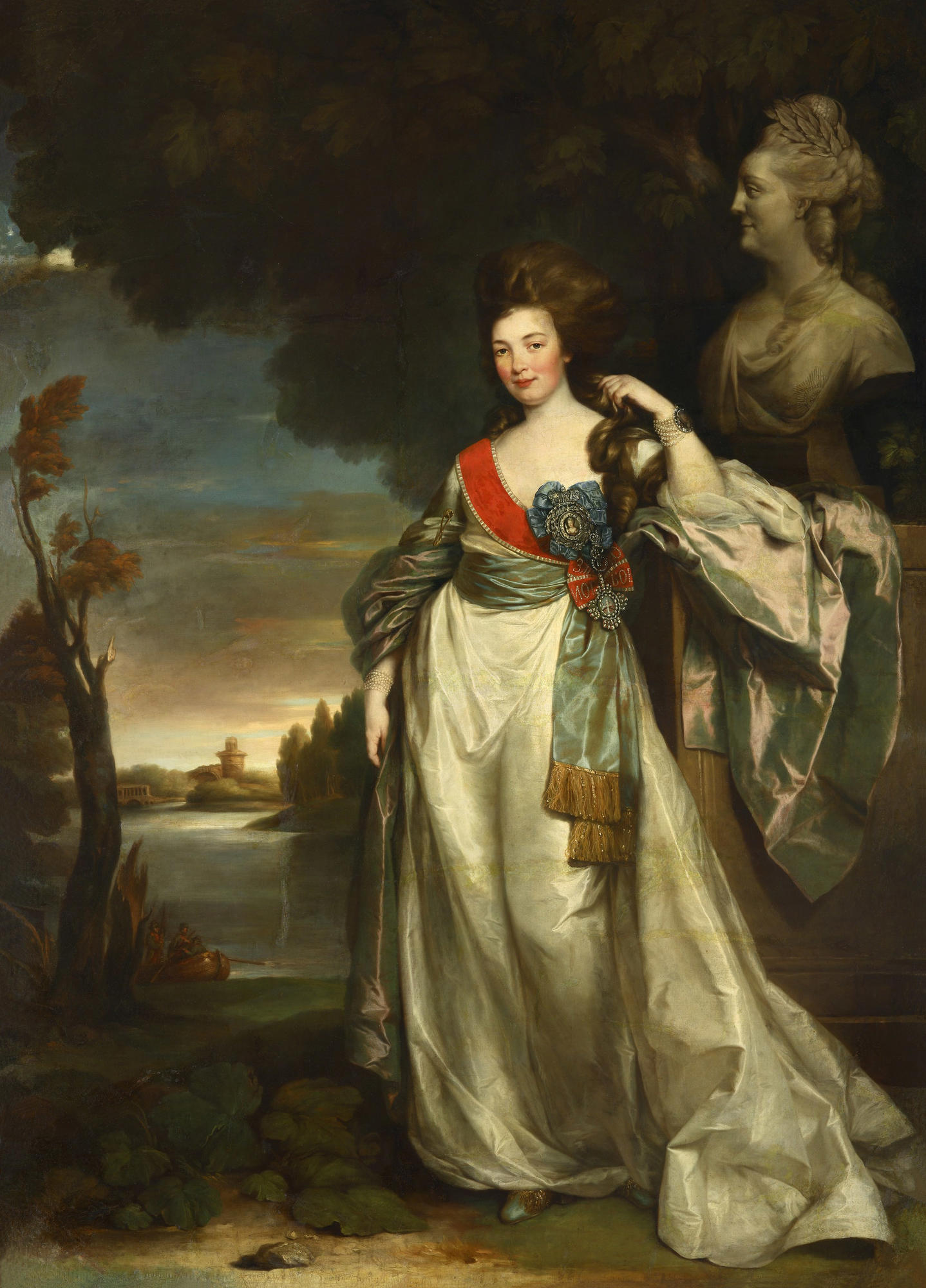
Ritratto di Aleksandra von Engelhardt, di Richard Brompton, 1781.

Quando Potëmkin decise di organizzare il suo matrimonio, la scelta cadde sul conte polacco Franciszek Ksawery Branicki (1730-1819). Questo unione era vantaggiosa sia per Potëmkin che per Branicki. Il matrimonio ebbe luogo il 12 novembre 1781 nel palazzo Jusupov sulla Mojka a San Pietroburgo. Caterina II voleva una pace stabile con la Polonia e sostenne i matrimoni tra i nobili russi e polacchi. Aleksandra aveva ottenuto una dote di 600.000 rubli in argento e grandi tenute. Branicki, invece, passò ad avere un reddito di 750.000 pezzi d'oro, insieme ad altre proprietà, a circa 2 milioni.
Il suo matrimonio è stato descritto come armonioso. La coppia ebbe cinque figli:
- Katarzyna Branicka (1782-1820), sposò in prime nozze Konstanty Sanguszko e in seconde nozze Stanisław Potocki, ebbero una figlia;
- Władysław Grzegorz Branicki (1783-1843), sposò Rose Stanislavovna Potocka, ebbero sette figli;
- Aleksandr Branicki (1783-1798);
- Zofia Branicka (1790-1879), sposò Artur Stanisław Potocki, ebbero quattro figli;
- Elżbieta Branicka (1792-1881), sposò il conte Michail Semënovič Voroncov, ebbero sei figli;

Dopo il matrimonio, Aleksandra non interruppe i legami con la corte russa, trascorrendo l'inverno a San Pietroburgo e l'estate nella residenza estiva del marito, nel sud della Russia. Non poté più mantenere la sua posizione di damigella d'onore, che era riservata alle donne non sposate, ma fu promossa al grado di dama di compagnia, e così poté continuare a frequentare la corte. Mentre il coniuge non aveva alcun senso di ritegno finanziario e spesso accumulava debiti enormi e rovinosi, questi non erano mai un problema, dal momento che Aleksandra era al contrario una scaltra donna d'affari. Guadagnava milioni commerciando grano e legname dalle sue proprietà, e così era in grado di far fronte ai debiti infiniti di suo marito. Nel maggio del 1788 visitò suo zio a Elizavetgrad, ma improvvisamente si ammalò tanto da far temere per la sua vita. Nel 1791 lo zio morì tra le sue braccia.

## Morte
Dopo l'ascesa al trono di Paolo I si ritirò nella sua proprietà a Bila Cerkva, dove rimase fino alla morte, senza tornare a corte dopo l'incoronazione di Alessandro I. Morì il 15 settembre 1838.